# Curva de Phillips
La curva de Phillips, en macroeconomía, representa una curva empírica de pendiente negativa que relaciona la tasa de inflación y la tasa de desempleo.

## Introducción
En noviembre de 1958, el economista William Phillips, publicó un artículo titulado "La relación entre el desempleo y la tasa de variación de los salarios monetarios en el Reino Unido, 1861-1957", en la revista Economica,  en el que establecía que durante el periodo estudiado, se había producido, una correlación negativa entre la tasa de desempleo y la variación de los salarios en la economía británica. Después de encontrar patrones similares en otros países, en 1960, Paul Samuelson y Robert Solow, asumieron el trabajo de Phillips e hicieron explícito el vínculo entre la inflación y el desempleo, de manera que cuando el desempleo era bajo, la inflación tendía a ser alta y al contrario que en los periodos en que el desempleo era alto, la inflación tendía a ser baja.
Al colocar en un eje de coordenadas, en abscisas la tasa de desempleo y en el de las ordenadas la tasa de inflación, Phillips obtuvo una curva con pendiente negativa. La curva de Phillips relaciona la inflación con el desempleo y sugiere que una política dirigida a la estabilidad de precios promueve el desempleo. Por tanto, cierto nivel de inflación es necesario a fin de minimizar éste. En los años siguientes, muchos economistas de los países industrializados creyeron que los resultados obtenidos en la curva de Phillips, mostraban que existía una relación permanente y estable entre inflación y desempleo. Su implicación para la política económica fue que el gobierno podía controlar desempleo e inflación con una política de corte keynesiana. Se podía tolerar una tasa de inflación relativamente alta a cambio de mantener bajo el paro, se trataba de un intercambio entre inflación y desempleo.
Esta curva describió acertadamente la situación de los EE. UU. en los años 1960 donde la política de control de la inflación originó una contracción en la economía, incrementando el desempleo. En el ámbito de esta relación expresada por la curva de Phillips cabe mencionar el término "tasa de sacrificio" que pone de manifiesto la cantidad de puntos porcentuales de producción anual perdida en el proceso de reducir la inflación en un punto porcentual.[cita requerida]
Su aplicación en el mundo real se llevó a cabo por Estados Unidos en 1979 tras las perturbaciones negativas en la oferta debidas a la política seguida por la OPEP. Paul Volcker, presidente del Fed en la época citada, decidió aminorar la tasa de inflación sufrida (10%) en detrimento del crecimiento de la economía del país lo que resultó en la mayor crisis económica sufrida por EE. UU. desde la gran depresión (si bien, la inflación se redujo como estaba previsto).
Como análisis final cabe mencionar que dicha disyuntiva entre inflación y desempleo explicada por la curva de Phillips sucede de forma natural en la economía. En el caso de que los gobiernos intenten explotarla mediante su política económica la relación desaparece. Dicha evidencia fue contrastada involuntariamente por la economía estadounidense al incrementarse su gasto público con motivo de la guerra de Vietnam. La hasta entonces "curva" de Phillips pasó a ser un conglomerado de datos aleatorios (periodo de 1969-1973) donde no se aprecia ninguna tendencia o relación entre las variables de inflación y desempleo.
La curva de Phillips fue, durante los años sesenta, el eje central en el pensamiento macroeconómico, siendo esta teoría utilizada en muchos países para mantener el desempleo en cifras bajas mientras se toleraba una inflación moderada o alta. Sin embargo, durante la siguiente década, en los años setenta, se observó que ciertos países tenían simultáneamente inflación y desempleo elevados, fenómeno denominado como estanflación. Según algunos economistas, este efecto era promovido por perturbaciones en la oferta agregada, como ocurrió en la crisis del petróleo de 1973. Los análisis teóricos, impulsados fundamentalmente por Milton Friedman, primero, y posteriormente por Robert Lucas, llevaron a poner en cuestión la relación mostrada por la curva de Phillips como una relación estable.

Curva de Phillips - NAIRU a largo y corto plazo.

## La curva de Phillips a largo plazo
Los estudios posteriores de la curva de Phillips han reflejado que aunque a corto plazo se puede mantener una relación estable entre inflación y desempleo, a largo plazo esa relación se torna inestable y poco sistemática.
La teoría del modelo neoclásico, de las expectativas justifica esta inestabilidad explicando que la inflación imprevista puede provocar a corto plazo un aumento de la producción y el empleo, pero a largo plazo, cuando desaparece esta ilusión monetaria, no existe intercambio entre inflación y desempleo.
De esta manera según se puede observar en la gráfica adjunta, partiendo de una situación de una economía que se encuentra en el punto A, con una determinada tasa de desempleo e inflación y se trata de reducir el desempleo mediante aumentos de la demanda agregada. Inicialmente, la situación económica, de acuerdo con la curva de Phillips. se desplaza hasta alcanzar el punto B, con una menor tasa de desempleo, pero a largo plazo la curva se irá trasladando hacia arriba, hasta una nueva curva de Phillips, alcanzándose en definitiva el punto C, en el que se mantiene la misma tasa de desempleo existente en la situación inicial (punto A) y solo se ha producido una elevación de la tasa de inflación. Esto se ha debido a que, a medio y largo plazo, los aumentos de la inflación se han internalizado en las negociaciones salariales y se han revisado las expectativas inflacionarias existentes.
De la misma forma, cuando las políticas orientadas a reducir la inflación generan un mayor desempleo, la correlación puede modificarse en el mediano y largo plazo. Esto ocurre al elevarse los niveles de pobreza, redundando en una merma en el desempleo por vía de la competencia de los trabajadores desocupados en el mercado laboral. En este escenario, el desempleo no es considerado como un efecto indeseable, sino intencional, como parte de políticas públicas orientadas a dinamizar la economía.
La teoría conocida como de tasa natural de desempleo distingue entre una Curva de Phillips (CP) a corto plazo y otra a largo plazo. La curva de Phillips a corto plazo sería como la antes descrita, es decir de carácter descendente, pero desplazándose según las expectativas de inflación cambian. A largo plazo, sólo una tasa de desempleo (la NAIRU o tasa natural) es coherente con una tasa de inflación estable. La curva de Phillips a largo plazo, por lo tanto, se vuelve completamente vertical, sin que exista relación entre inflación y desempleo.

### La teoría de las expectativas racionales
Las expectativas racionales (Robert Lucas, Thomas Sargent y Robert Barro) y el NAIRU (non-accelerating inflation rate of unemployment o tasa de desempleo no aceleradora de la inflación) surgieron a partir de la idea de la existencia de expectativas racionales que impiden que, incluso a corto plazo, se pueda dar que las políticas de demanda logren aumentos de la producción, y que solo generan subidas de precios. En términos prácticos, esta teoría postula que para terminar con la tendencia inflacionaria los trabajadores deberían resignarse a perder poder adquisitivo en las negociaciones salariales, aceptando incrementos con base en la inflación venidera en lugar de la pasada.[cita requerida]